# Brania pusilla
Brania pusilla is een borstelworm uit de familie Syllidae. Het lichaam van de worm bestaat uit een kop, een cilindrisch, gesegmenteerd lichaam en een staartstukje. De kop bestaat uit een prostomium (gedeelte voor de mondopening) en een peristomium (gedeelte rond de mond) en draagt gepaarde aanhangsels (palpen, antennen en cirri).
Brania pusilla werd in 1851 voor het eerst wetenschappelijk beschreven door Dujardin als Exogone pusilla.